# سلطعون أسود
سلطعون أسود (الاسم العلمي: Scylla serrata)، هو نوع مهم بيئيًا من السلاطعين التي توجد في مصبات الأنهار وأشجار القرم في إفريقيا وأستراليا وآسيا. في أكثر أشكالها شيوعًا، تكون ألوان قشرتها من الأخضر الغامق المرقش إلى البني الداكن جدًا.